# Сидоний Сен-Сансский

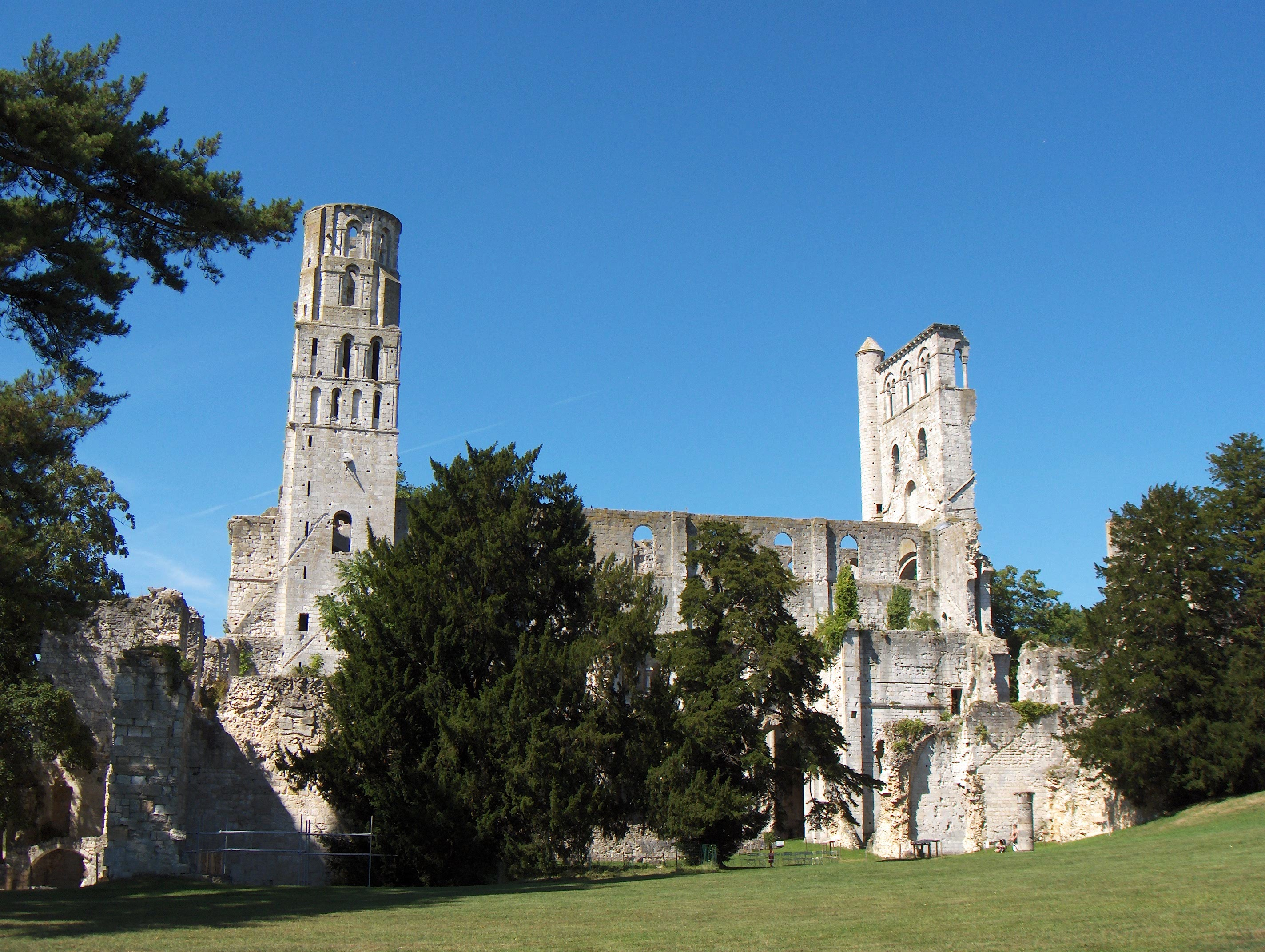
Монастырь Жюмьеж

Сидо́ний Сен-Са́нсский (Санс; лат. Sidonius, фр. Saëns; умер около 690 года) — святой аббат. День памяти — 14 ноября.

## Биография
Святой Сидоний, выходец из Ирландии, при настоятеле Филиберте (память 20 августа) в 644 году стал монахом в монастыре Жюмьеж (дочерней обители основанного ирландцами монастыря Люксёй) .
Позже Сидоний был приглашён святым Уэном (память 24 августа), одним из трёх братьев Колумбана (память 23 ноября), стать первым настоятелем маленького монастыря, который он, как епископ, основал неподалёку от Руана. Этот монастырь впоследствии стал носить имя Сидония и называться Сен-Санс.